# لورن ون اوستن
لورن ون اوستن (به انگلیسی: Lauren van Oosten) (زادهٔ ۱۷ نوامبر ۱۹۷۸) شناگر اهل کانادا است.